# Bethanienkirche
Eine Bethanienkirche ist ein evangelisches Gotteshaus, das seinen Namen vom Ort Bethanien ableitet. In folgenden Orten ist eine Kirche dieses Namens zu finden:
in Deutschland
- Berlin-Weißensee, siehe Bethanienkirche (Berlin-Weißensee)
- Frankfurt am Main, siehe Bethanienkirche (Frankfurt am Main)
- Hamburg-Eppendorf, Bethanien-Kirche (Evangelisch-methodistische Kirche)
- Leipzig-Schleußig, siehe Bethanienkirche (Leipzig)
- München-Feldmoching, siehe Bethanienkirche (München)

in anderen Ländern
- Bethanien (Namibia), siehe Evangelisch-Lutherischer Kirchenkomplex Bethanien
- Ortschaft Nordfjordeid in der norwegischen Kommune Stad: Bedehuset Betania
- Oilmont (USA, Montana), siehe Bethany Lutheran Church (Oilmont)
- Beechwood (USA, Michigan), siehe Bethany Lutheran Church (Iron River)